# ハイウェル・エヴァンス
ハイウェル・エヴァンス（英語: Lloyd Hywel Evans、1945年1月9日 - ）は、イギリス、ロンザ・カノン・タフ出身のフィギュアスケート選手（男子シングル）。1964年インスブルックオリンピックイギリス代表。

## 主な戦績
| 大会/年        | 1962-63 | 1963-64 | 1964-65 |
| -------------- | ------- | ------- | ------- |
| オリンピック   |         | 18      |         |
| 世界選手権     |         | 18      | 20      |
| 欧州選手権     | 18      | 15      | 15      |
| イギリス選手権 |         | 1       | 1       |